# 周必大
周必大（1126年8月5日—1204年12月25日），字子充，一字洪道，庐陵（今江西吉安）人，其先鄭州管城人，南宋政治家、文學家、刻書家，卒諡文忠。與歐陽修、楊邦乂、胡銓、楊萬里、文天祥，合稱廬陵“五忠一節”。

## 生平
北宋靖康元年（1126年）七月十五日巳時，出生在平江府治長洲（今江蘇蘇州）。祖籍為鄭州管城。祖父周詵，宋徽宗宣和年間曾在廬陵任職，因此定居廬陵。其父周利建，曾任太學博士。四歲喪父，隨母寄住平江外祖父老家。
南宋紹興二十一年（1151年）進士，調徽州司戶參軍。二十七年（1157年）舉博學宏詞科，差充建康府教授。三十年，召为太学录，累迁中书舍人兼权给事中。
隆興元年（1163年）因反對龙大渊、曾觌的任職案被外放。乾道四年（1168年）知南劍州，其後被孝宗任命為左相。乾道六年（1170年）除秘書少監兼直學士院。乾道九年（1173年）除知樞密院事。
淳熙十六年（1189年）春正月，與留正同相。二月孝宗傳位於太子趙惇(即光宗)。夏五月周被罷免左相之位。紹熙四年（1193年）改判隆興府。
寧宗慶元元年（1195年）致仕。晚年自號平園老叟。居家期間邀集彭叔夏、登仕郎胡柯數人，針對《文苑英华》再作校订，嘉泰元年（1201年）《文苑英华》終於付印。校订工作完成以后，彭叔夏本人总结校订心得，分二十大类，寫成《文苑英華辨證》十卷。
嘉泰四年（1204年）十月一日，在吉州家中去世，享壽七十九歲。甯宗追贈太師，為其輟朝兩日，賜銀千兩、絹千疋。十二月，葬於廬陵縣斗岡原上，開禧三年（1207年）。賜諡文忠。

## 著作
著有《玉堂類稿》等八十一種，共一百三十四萬餘言。後人將其遺作輯為《益國周文忠公全集》，計二百卷，包括《省齋文稿》、《平園續稿》、《省齋別稿》、《二老堂詩話》等24種，有清咸豐刊本。《玉堂雜記》、《二老堂詩話》選入《四庫全書總目提要》。另有版本《平園集》二百卷。“明抄本”《周益文忠公集》，清代黃丕烈曾加以校跋並抄補。四庫全書集部別集類收錄《文忠集》二百卷。

## 刻書
周必大主持刊刻了宋代著名的四大類書之一的《文苑英華》計一千卷，還刊刻了《歐陽文忠公集》一百五十三卷、《附錄》五卷，使《歐集》自此以後有定本，且得以保留至今。周必大刻本被歷代名家奉為私家刻書的典範。

## 傳記
《攻媿集•卷九十三•忠文耆德之碑》  
《攻媿集•卷九十四•少傅觀文殿大學士致仕益國公贈太師諡文忠周公神道碑》
《宋史•卷三百九十一•列傳第一百五十》  

## 延伸阅读
[在维基数据编辑]
 在维基文库阅读此作者作品
 《宋史/卷391》，出自脱脱《宋史》